# Jason Morrison
Jason Morrison (Falmouth, 1984. június 7. –) jamaicai válogatott labdarúgó.

## Góljai a jamaicai válogatottban
| #  | Dátum            | Ellenfél        | Eredmény | Kiírás              | Esemény |
| -- | ---------------- | --------------- | -------- | ------------------- | ------- |
| 1. | 2009. június 28. | Kajmán-szigetek | 4 – 1    | barátságos mérkőzés | 82'     |

## Sikerei, díjai
Strømsgodset IF:
- Norvég labdarúgókupa: 2010

Aalesunds FK:
- Norvég labdarúgókupa: 2011